# Kirche Kletzin

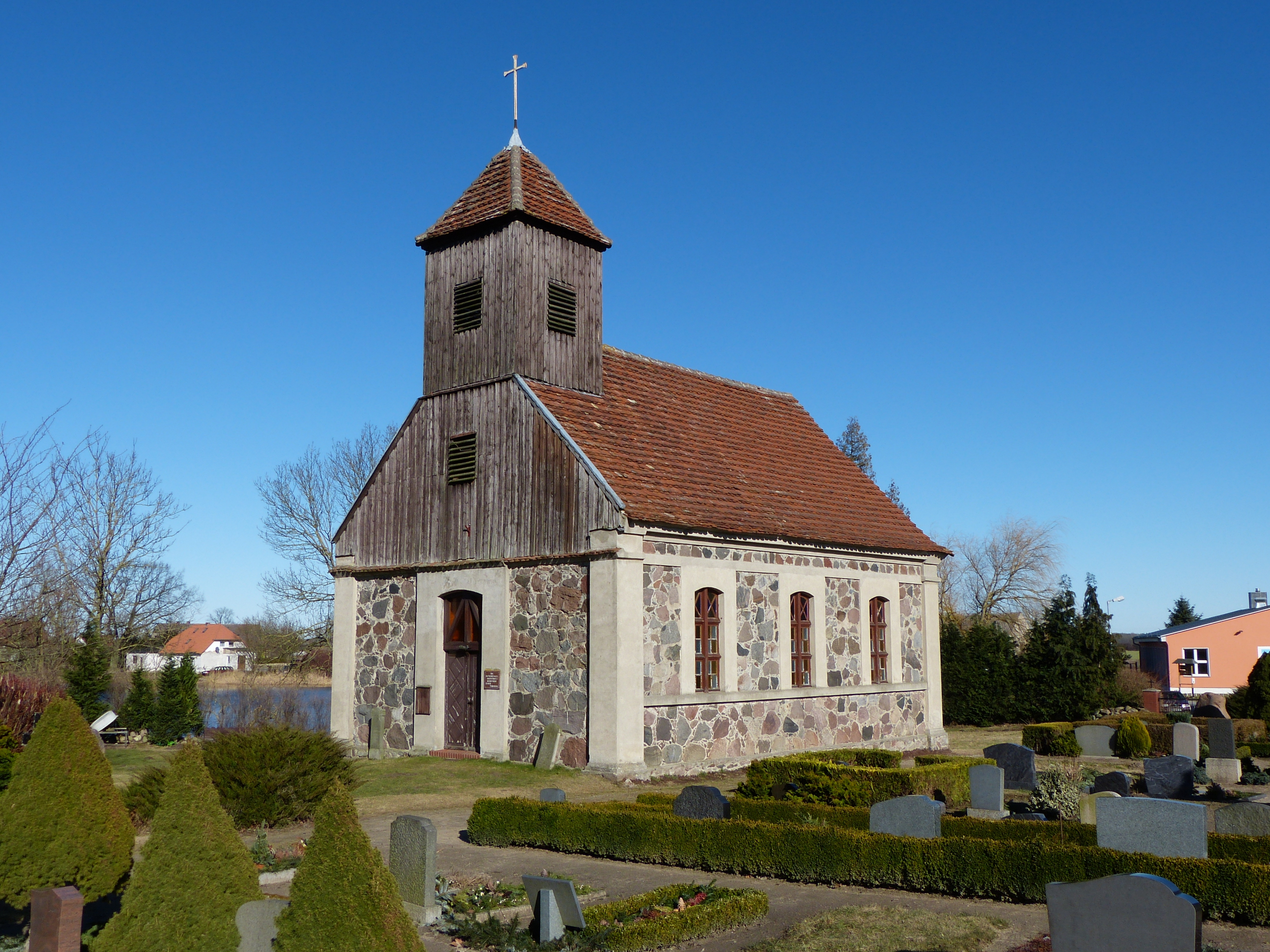
Kirche Kletzin

Die Kirche Kletzin ist ein Kirchengebäude in Kletzin im Landkreis Mecklenburgische Seenplatte. Sie gehört zur evangelischen Kirchengemeinde Sophienhof.
Die Kirche wurde auf rechteckigem Grundriss aus Feldstein errichtet. Die Fenster und das Portal sind von Putzfaschen gerahmt, die Fassaden durch Putz an Ecken und Gesims gegliedert. Der westliche Fachwerkgiebel und der Dachturm von 1832 sind mit Brettern verblendet.
Die Orgel wurde um 1860 in der Werkstatt von Friedrich Albert Mehmel gebaut.